# Clusia lehmannii
Clusia lehmannii är en tvåhjärtbladig växtart som beskrevs av Vesque. Clusia lehmannii ingår i släktet Clusia och familjen Clusiaceae. Inga underarter finns listade i Catalogue of Life.